# Maximilian Karl Lamoral O'Donnell
Maximilian Karl Lamoral O'Donnell von Tyrconnell (Vienna, 29 ottobre 1812 – Salisburgo, 14 luglio 1895) è stato un militare austriaco di famiglia discendente dalla nobiltà irlandese.

## Famiglia
Nacque a Vienna, figlio del Conte Moritz O’Donnell (18 marzo 1780-1º dicembre 1843), e di sua moglie Cristina (4 gennaio 1788 - 19 maggio 1867), figlia legittimata del principe Carlo Giuseppe, Principe di Ligne. Maximilian sposerà invece Franziska Wagner, che non era nobile di nascita.

## Carriera militare
Maximilian venne educato a Dresda ed intraprese la carriera militare prestando servizio per conto dell'Austria in molti paesi europei, inclusa l'Italia dove soggiornò nel 1848 e l'Ungheria ove si recò nel 1849, ricevendo molti riconoscimenti e promozioni per i propri meriti. Divenne quindi aiutante di campo dell'Imperatore Francesco Giuseppe I d'Austria.

## Il salvataggio della vita dell'Imperatore

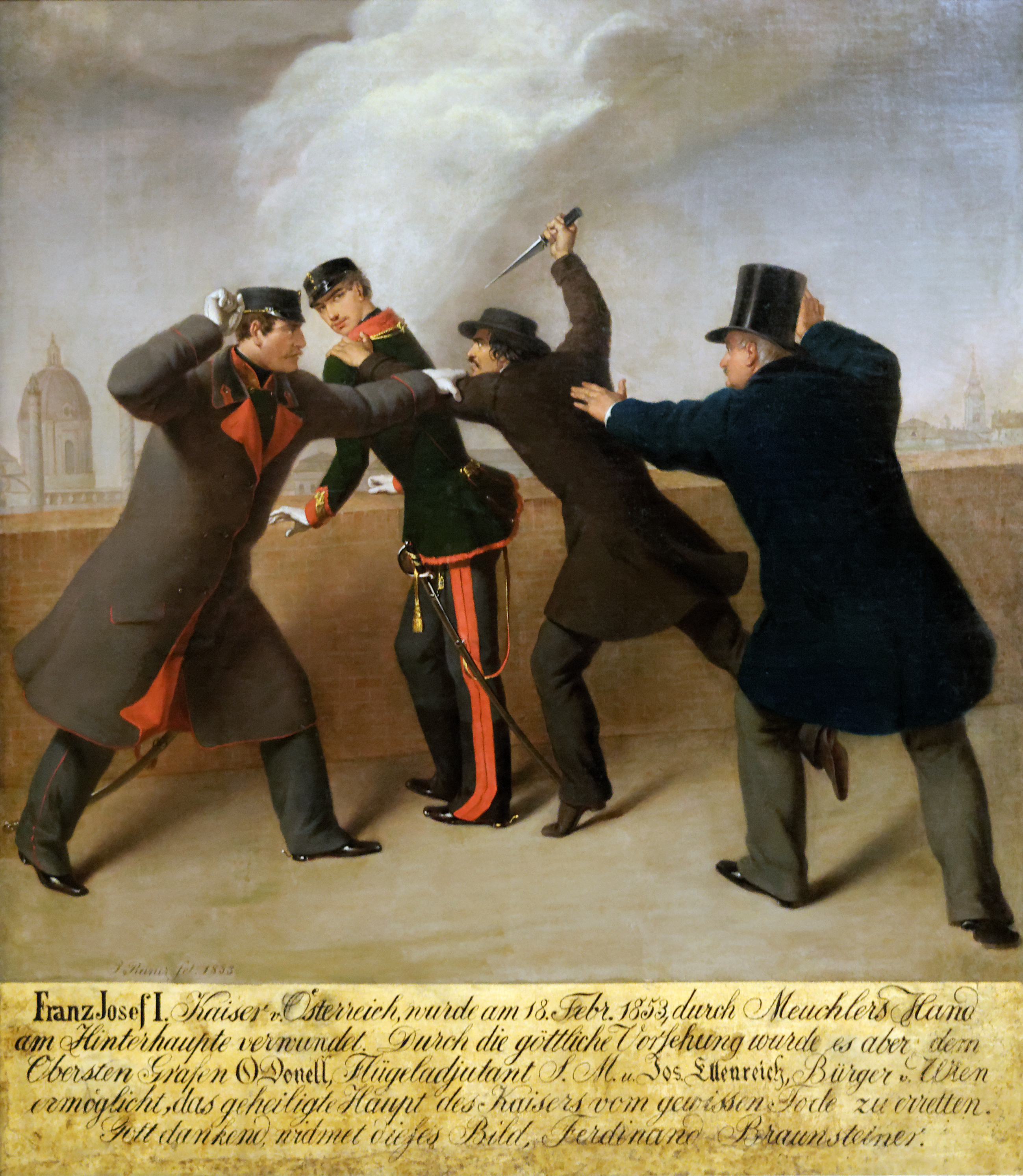
L'attentato a Francesco Giuseppe in un dipinto di J.Reiner. Il personaggio di sinistra è O'Donnell.

L'elemento che però consentì a O'Donnel di divenire famoso e conosciutissimo non solo nell'esercito austriaco ma anche alla corte di Vienna, fu quello di aver evitato per un soffio l'assassinio dell'imperatore. Il 18 febbraio 1853, infatti, Maximilian riuscì a fermare in tempo il sovversivo János Libényi, un nazionalista ungherese che stava tentando di pugnalare Francesco Giuseppe alle spalle. L'Imperatore, infatti, stava parlando con il Conte Maximilian O'Donnell su uno dei bastioni della città quando Libényi gli si avvicinò tentando di colpirlo, ma il suo fido aiutante di campo prontamente vide l'azione e riuscì ad intervenire prima che la lama del rivoluzionario compisse il crimine. Il rivoluzionario venne successivamente condannato a morte per tentato regicidio e la condanna eseguita vicino di Spinnerin am Kreuz (distretto di Favoriten).
Dopo questo fatto Ferdinando Massimiliano Giuseppe, il fratello di Francesco Giuseppe, si prodigò per erigere una chiesa nel luogo del salvataggio facendo appello alla generosità degli austriaci, come un dono di grazia a Dio per aver salvato l'imperatore e con lui i delicati equilibri che andavano costruendosi in Europa nella prima metà dell'Ottocento. Attualmente la cappella sorge nei pressi dell'Università di Vienna ed è conosciuta col nome di Votivkirche ("Chiesa votiva").

## Onori e riconoscimenti
Maximilian O'Donnell già aveva per diritto della propria famiglia il titolo di conte (garantito per la prima volta come ereditario a Henry O'Donnell, suo bisnonno e maggiore generale dell'esercito austriaco). Dopo l'atto eroico del salvataggio della vita dell'Imperatore, O'Donnell ottenne il titolo di conte dell'Impero Austriaco.
Maximilian ricevette inoltre numerose onorificenze cavalleresche da moltissimi altri sovrani europei, oltre ad ottenere le cittadinanze onorarie di Vienna, Praga, Pest e Lubiana. In patria, ricevette la croce di commendatore dell'Ordine di Leopoldo con il diritto di marchiare lo stemma della propria famiglia con l'aquila bicefala e le armi degli Asburgo. Il suo stemma può ancora oggi essere ammirato nel portico n. 2 della Mirabell Platz di Salisburgo, dove O'Donnell prese residenza stabile dopo questi onori, al Castello di Mirabell.